# Yanis Boulassel

a Compétitions nationales et continentales officielles uniquement.

Dernière mise à jour le 13 juin 2025.
Yanis Boulassel (en arabe : يانيس بولسل), né le 10 mai 2002, est un joueur français de rugby à XV qui évolue au poste de talonneur.

## Biographie
Yanis Boulassel né le 10 mai 2002. Il grandit à Toulon, là où il commence la pratique du rugby avec le RC Toulon. Alors qu'il évolue avec les espoirs du club, le 12 mars 2022 il fait ses débuts en professionnel avec son club formateur, lors du match de Top 14 face au Montpellier Hérault Rugby,. Puis, le 3 septembre 2023, il inscrit son premier essai en Top 14 face à l'Union Bordeaux Bègles.
En février 2024, il est prêté jusqu'à la fin de la saison en cours à l'AS Béziers en Pro D2, à la suite d'une blessure dans l'effectif biterrois. Dès ses premières apparitions sous ses nouvelles couleurs, il est l'auteur de bonnes performances,.
Auteur de huit matchs lors de sa première saison, il voit alors son prêt prolongé pour la saison 2024-2025. En juin 2025, malgré une saison pleine du côté de Béziers (dix-huit matchs), il est annoncé qu'il quitte le club, et ne reviendra pas non plus au RC Toulon,.

## Palmarès
Néant